# Céramique Black Burnished

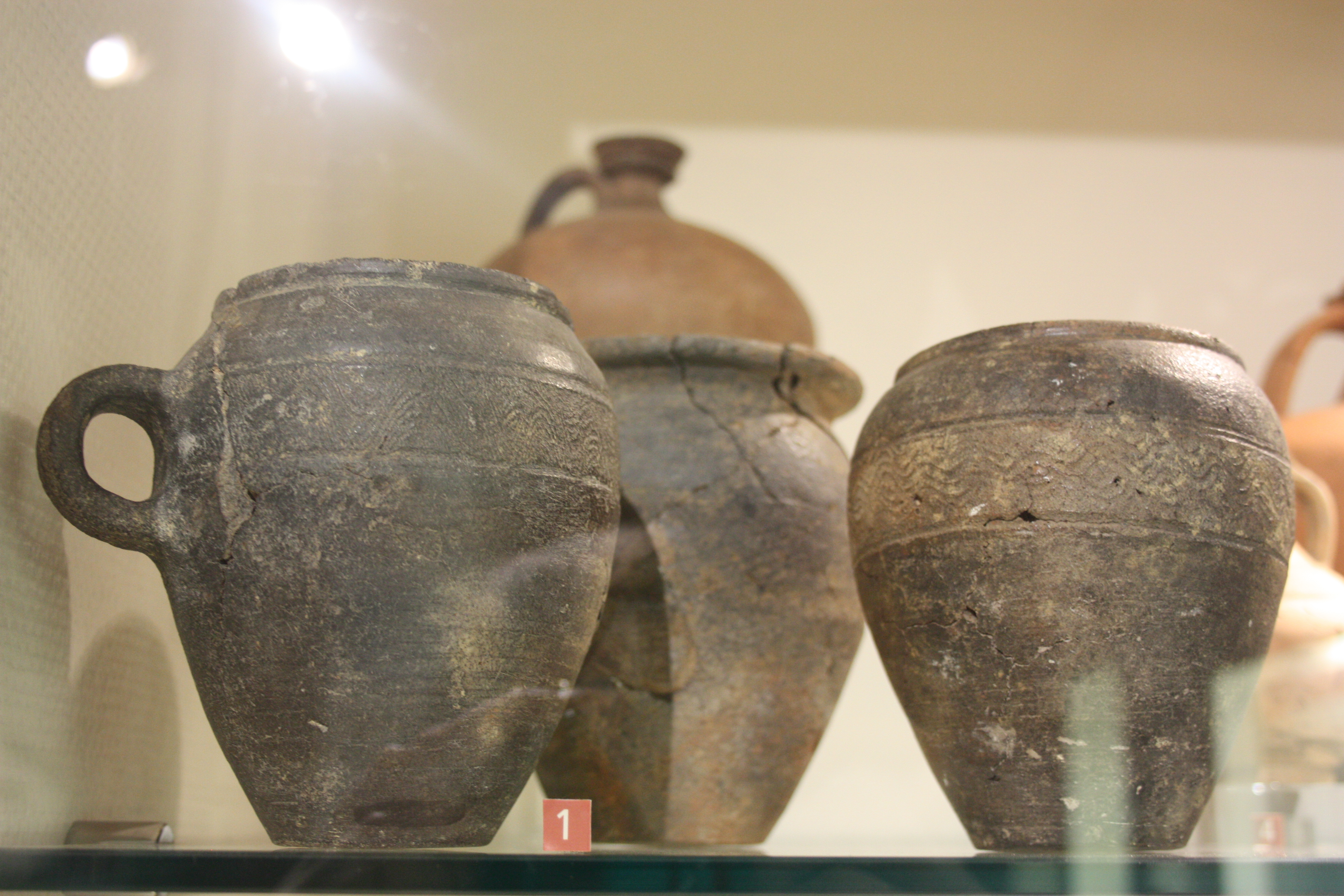
Céramique Black Burnished. Nécropole antique de Frénouville.

La céramique Black Burnished est un type de céramique britto-romaine.
Ce type de céramique qui regroupe des assiettes, des bols et des vases, est schématiquement divisé en deux grandes catégories selon que les poteries sont tournées ou pas. Il est fabriqué dans des ateliers du sud et du sud-est de la Grande-Bretagne du Ier au IVe siècle ; il est diffusé sur l'île mais aussi sur le continent.

## Typologie
Les céramiques Black Burnished sont réparties en deux catégories, la différence portant sur le lieu de production, le matériau utilisé et surtout la technique de production selon que la céramique est tournée (façonnée à l'aide d'un tour) ou non. Cette distinction est toutefois schématique, certaines productions tournées, par exemple, empruntant des caractéristiques aux céramiques non tournées. Cette dernière catégorie apparaît d'ailleurs beaucoup plus homogène, plus fréquente et plus largement répandue géographiquement.
Les productions de céramique Black Burnished, quelle qu'en soit la catégorie, sont des assiettes, des bols et des vases, à bord droit ou retourné. Elles comportent presque toujours un décor en forme de grille auquel peut se substituer un dessin de lignes ondulées.

### CéramiqueBlack Burnishedde catégorie 1

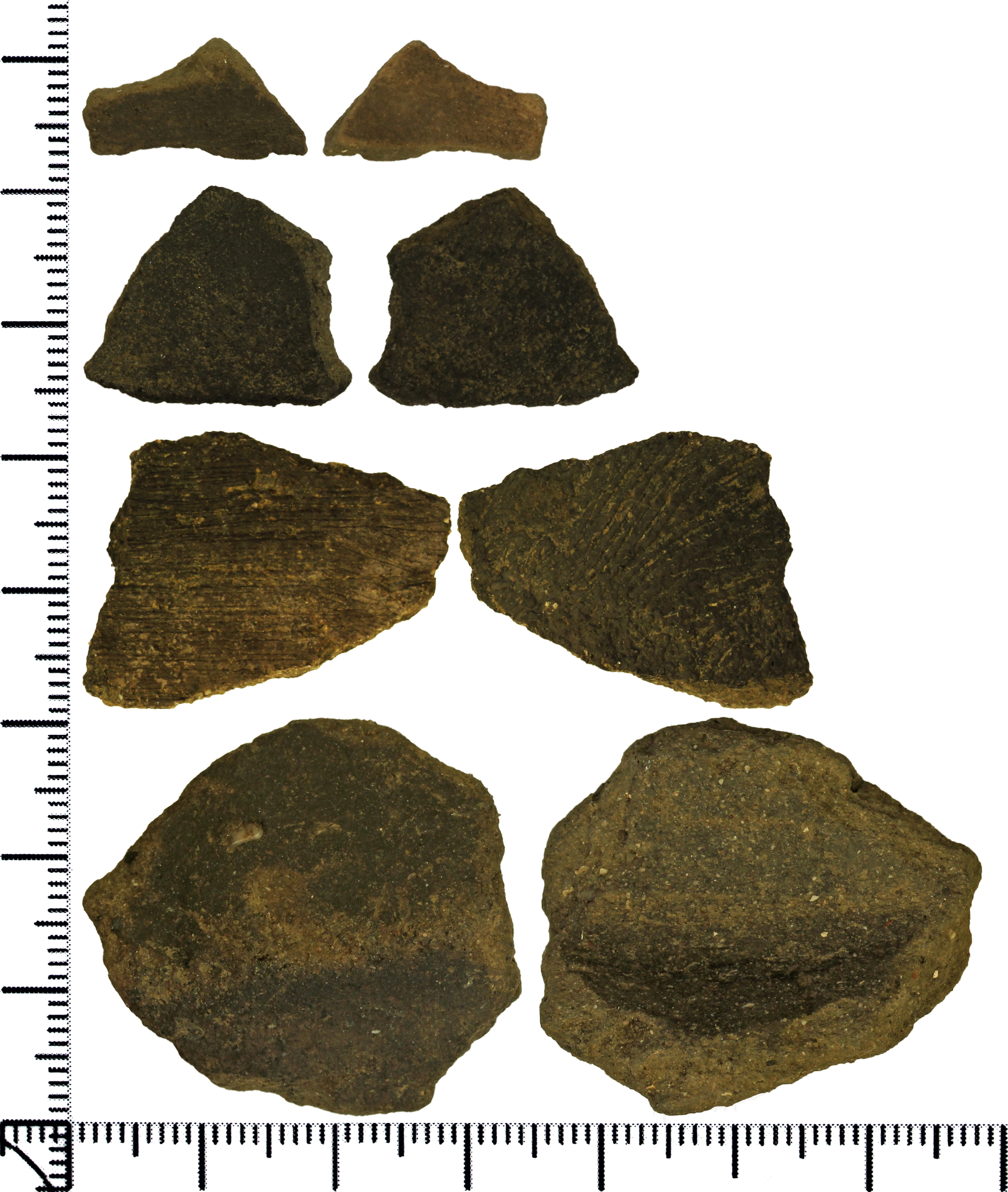
Céramique BB1.

La céramique Black Burnished de catégorie 1 (BB1) est fabriquée à partir d'une pâte d'argile à texture grossière, dont les grains de sable utilisés comme dégraissant sont de calibre moyen. Cette pâte peut contenir des inclusions de minerais de fer noir ou rouge, du silex, du quartz, des fragments de schiste et du mica blanc. Les céramiques BB1 peuvent apparaître granuleuses au toucher et de teinte noire ou gris foncé. Ces céramiques sont façonnées à la main sans recourir à un tour (céramique non tournée).
Les céramiques BB1 sont fabriquées dans la région de Poole Harbour, sur la côte du Dorset et les productions les plus précoces semblent avoir influencé la céramique de type Vectis fabriquée sur l'île de Wight.

### CéramiqueBlack Burnishedde catégorie 2

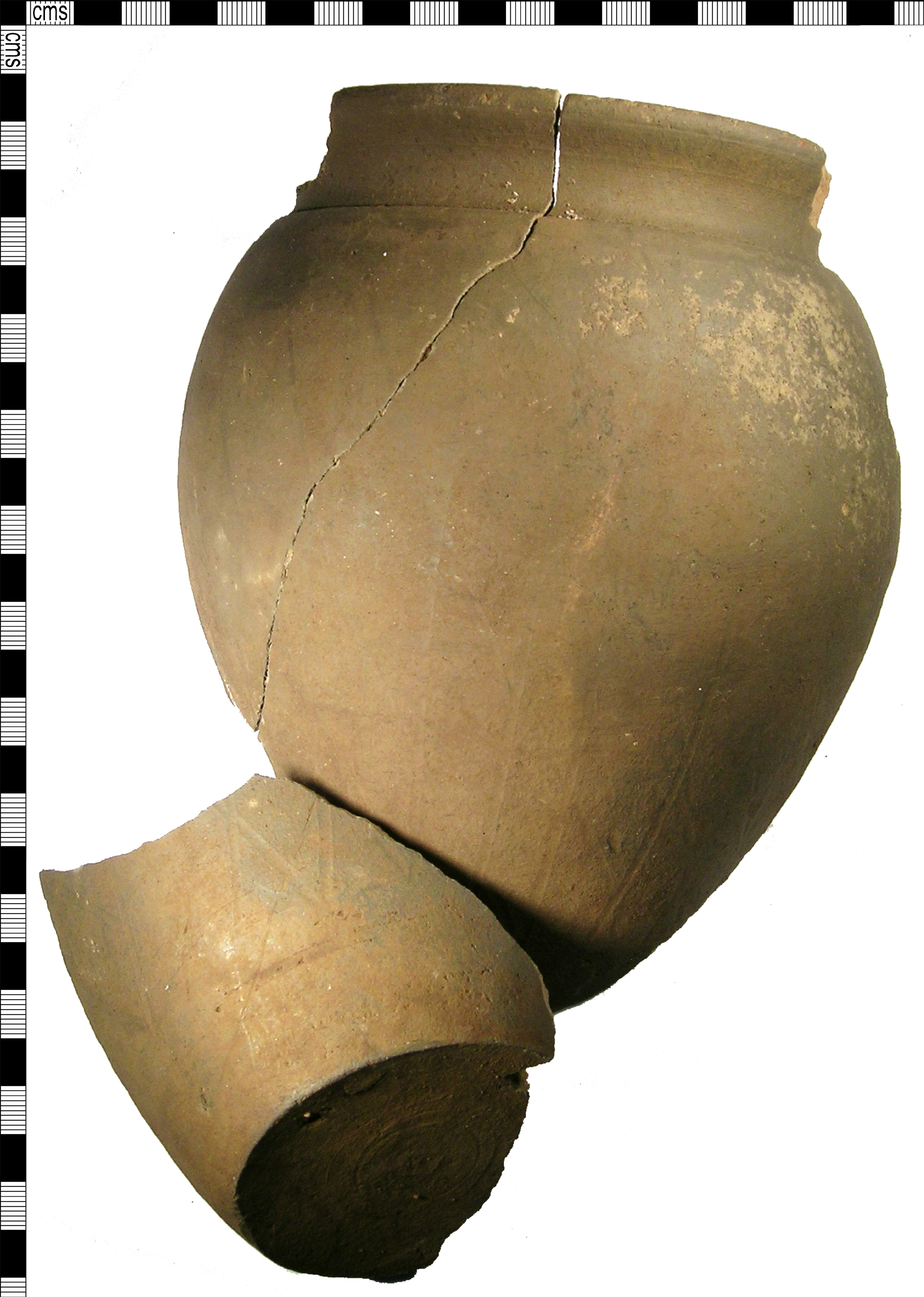
Céramique BB2.

La céramique Black Burnished de catégorie 2 (BB2) est de couleur plus grise et possède une texture plus fine que le type BB1. Il s'agit d'un groupe assez hétérogène de céramiques incluant du sable très fin et dont la couleur varie du gris foncé au noir avec un noyau brun ou brun rougeâtre et une surface de couleur variable, noire ou plus claire (gris nacré). La coloration rougeâtre du noyau apparaît rapidement après usage. La poterie revêt au toucher un « aspect soyeux ». La pâte d'argile peut contenir du minerai de fer noir, du mica et du quartz. La céramique BB2 est tournée.
Les céramiques BB2 sont fabriquées de part et d'autre de l'estuaire de la Tamise à proximité de son embouchure, aussi bien dans l'Essex que dans le Kent.

## Aire de répartition

### En Britannia
Les céramiques BB1 se répandent principalement du milieu du IIe siècle jusqu'au IVe siècle, même si elles sont fabriquées depuis la fin de l'âge du fer britannique. Elles sont diffusées dans toute la Grande-Bretagne, la carte de répartition montrant cependant des concentrations dans le Dorset, l'Essex et le Kent.
Les céramiques BB2 sont diffusées à partir de l'an 140 environ jusqu'au milieu du IIIe siècle dans le sud-est de l'Angleterre avec une fréquence décroissant selon l'éloignement des sites de production mais également, de manière plus ponctuelle, dans la partie nord de la Grande-Bretagne (régions de Carlisle, Édimbourg et Glasgow).

### En Gaule
Les céramiques Black Burnished se rencontrent dans une zone nord-ouest de la Gaule allant de Boulogne-sur-Mer à Cherbourg sur le littoral, mais s'étendant également à l'intérieur du pays, de Cambrai au nord à Genainville et Évreux au sud. Les poteries de ce type les plus précoces retrouvées sur les sites français semblent dater du début du IIe siècle. La taille des tessons et l'état de leur conservation ne permettent pas toujours de déterminer s'il s'agit de BB1 ou BB2, même si les premières semblent prédominer ; en outre, des types locaux « copient » les Black Burnished.

## Pour en savoir plus